# Unionville (Missouri)
Unionville é uma cidade localizada no estado americano de Missouri, no Condado de Putnam.

## Demografia
Segundo o censo americano de 2000, a sua população era de 2041 habitantes.
Em 2006, foi estimada uma população de 1972, um decréscimo de 69 (-3.4%).

## Geografia
De acordo com o United States Census Bureau tem uma área de
5,2 km², dos quais 5,2 km² cobertos por terra e 0,0 km² cobertos por água.

## Localidades na vizinhança
O diagrama seguinte representa as localidades num raio de 24 km ao redor de Unionville.